# Ben Sherwood
Benjamin Berkley Sherwood (Los Angeles, 12 febbraio 1964) è uno scrittore, giornalista e produttore televisivo statunitense.

## Biografia
Nato a Los Angeles nel 1964 da Richard e Dorothy Sherwood, si è laureato ad Harvard nel 1986 e ha conseguito un M.A. nel 1989 all'Università di Oxford.
Ha iniziato a lavorare come giornalista per la ABC News nel 1989 nel programma "Primetime Live" e nel 1997 è passato alla NBC in qualità di produttore del telegiornale NBC Nightly News prima di tornare alla ABC come produttore esecutivo del programma Good Morning America e successivamente presidente della ABC News.
Nel 2015 è diventato presidente della Disney-ABC Television Group, incarico che ha ricoperto fino al marzo del 2019 quando la Disney ha acquisito la Fox.
Dopo aver pubblicato nel 1996 il thriller Red Mercury con lo pseudonimo di Max Barclay, nel 2000 ha dato alle stampe L'uomo che mangiò il 747 usando il suo vero nome e ottenendo un Premio Alex l'anno successivo.
Dal suo romanzo Ho sognato di te del 2004 è stato tratto nel 2010 il film Segui il tuo cuore per la regia di Burr Steers.

## Opere

### Romanzi firmati Max Barclay
- Red Mercury (1996)

### Altri romanzi
- L'uomo che mangiò il 747 (The Man Who Ate The 747, 2000), Torino, Instar libri, 2002 traduzione di Alessandra Montrucchio ISBN 88-461-0042-5.
- Ponzi's Last Swindle (2003)
- Ho sognato di te (The Death and Life of Charlie St. Cloud, 2004), Milano, Frassinelli, 2005 traduzione di Giulia Balducci ISBN 88-7684-827-4.

### Saggi
- Il club dei sopravvissuti (The Survivors Club: The Secrets and Science That Could Save Your Life, 2009), Milano, Sperling & Kupfer, 2011 traduzione di Andrea Plazzi ISBN 978-88-200-5023-8.

## Adattamenti cinematografici
- Segui il tuo cuore (Charlie St. Cloud), regia di Burr Steers (2010)

## Premi e riconoscimenti
- Premio Alex: 2001 vincitore con L'uomo che mangiò il 747